# Carabetovca, Basarabeasca
Carabetovca este un sat din raionul Basarabeasca, Republica Moldova. Satul are o suprafață de circa 1,5 km², cu un perimetru de 7,77 km, și este situat la 12 km de orașul Basarabeasca și la 90 km de Chișinău. Prima mențiune documentară datează din 1833.

## Demografie
<div class="transborder" style="position:absolute;width:100px;line-height:0;

<div class="transborder" style="position:absolute;width:100px;line-height:0;
Structură etnică
     moldoveni (97,72%)
     ucraineni (0,54%)
     ruși (0,11%)
     găgăuzi (0,43%)
     români (0,22%)
     țigani (0,82%)
     alte etnii / nedeclarată (0,16%)
Conform datelor recensământului din 2004, populația satului este de 1.840 locuitori, dintre care 904 (49,13%) bărbați și 936 (50,87%) femei. Structura etnică a populației în cadrul satului arată astfel:
- moldoveni — 1.798;
- ucraineni — 10;
- ruși — 2;
- găgăuzi — 8;
- români — 4;
- țigani — 15;
- altele / nedeclarată — 3.

## Administrație și politică
Componența Consiliului local Carabetovca (9 consilieri), ales la 5 noiembrie 2023, este următoarea:
|  | Partid                                       | Consilieri | Componență | Componență | Componență | Componență |
|  | -------------------------------------------- | ---------- | ---------- | ---------- | ---------- | ---------- |
|  | Partidul Acțiune și Solidaritate             | 4          |            |            |            |            |
|  | Candidat independent MARIAN RĂCILĂ           | 1          |            |            |            |            |
|  | Candidat independent VICTOR SPÎNU            | 1          |            |            |            |            |
|  | Partidul Socialiștilor din Republica Moldova | 2          |            |            |            |            |
|  | Platforma Demnitate și Adevăr                | 1          |            |            |            |            |

## Galerie de imagini

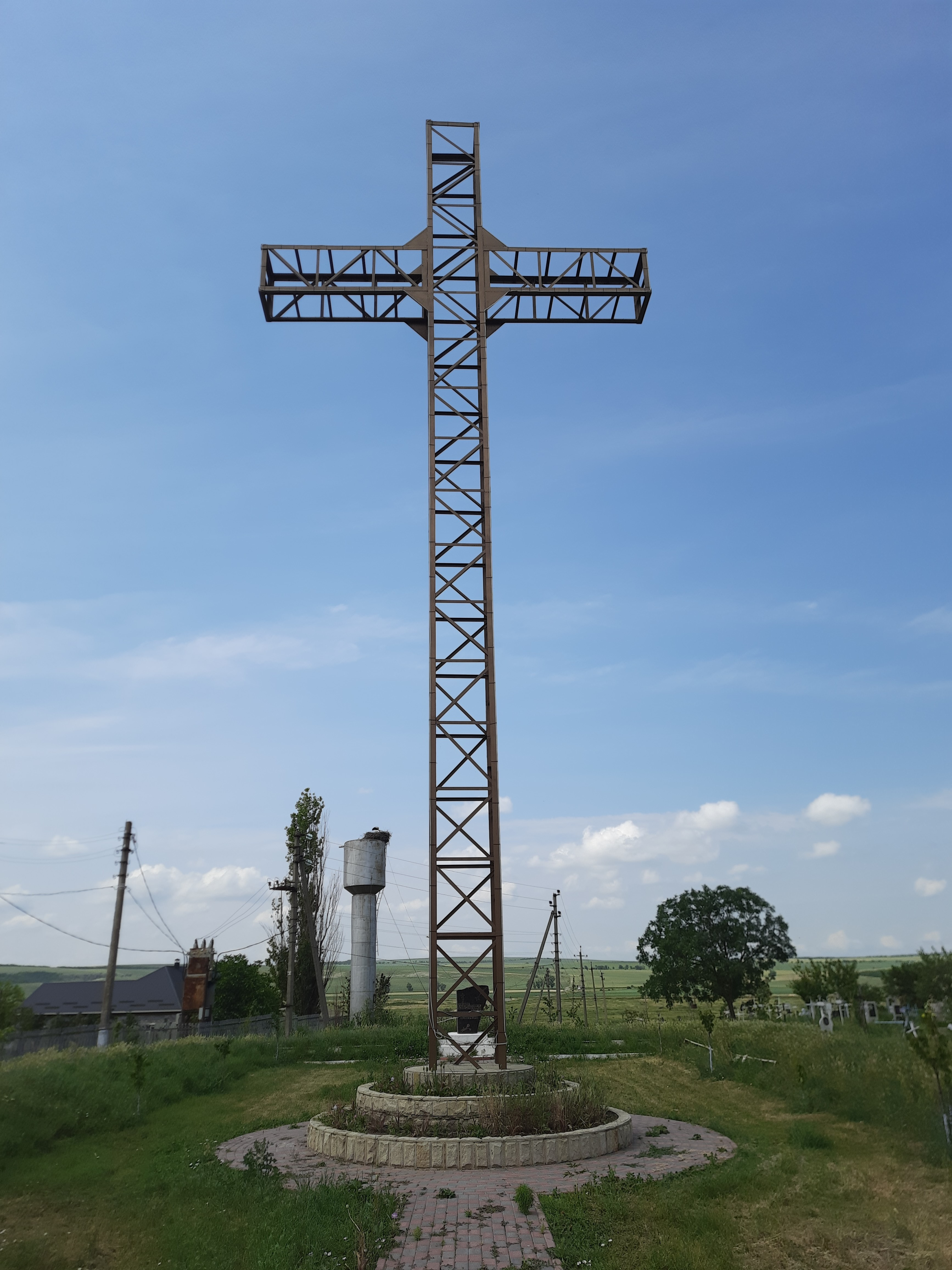
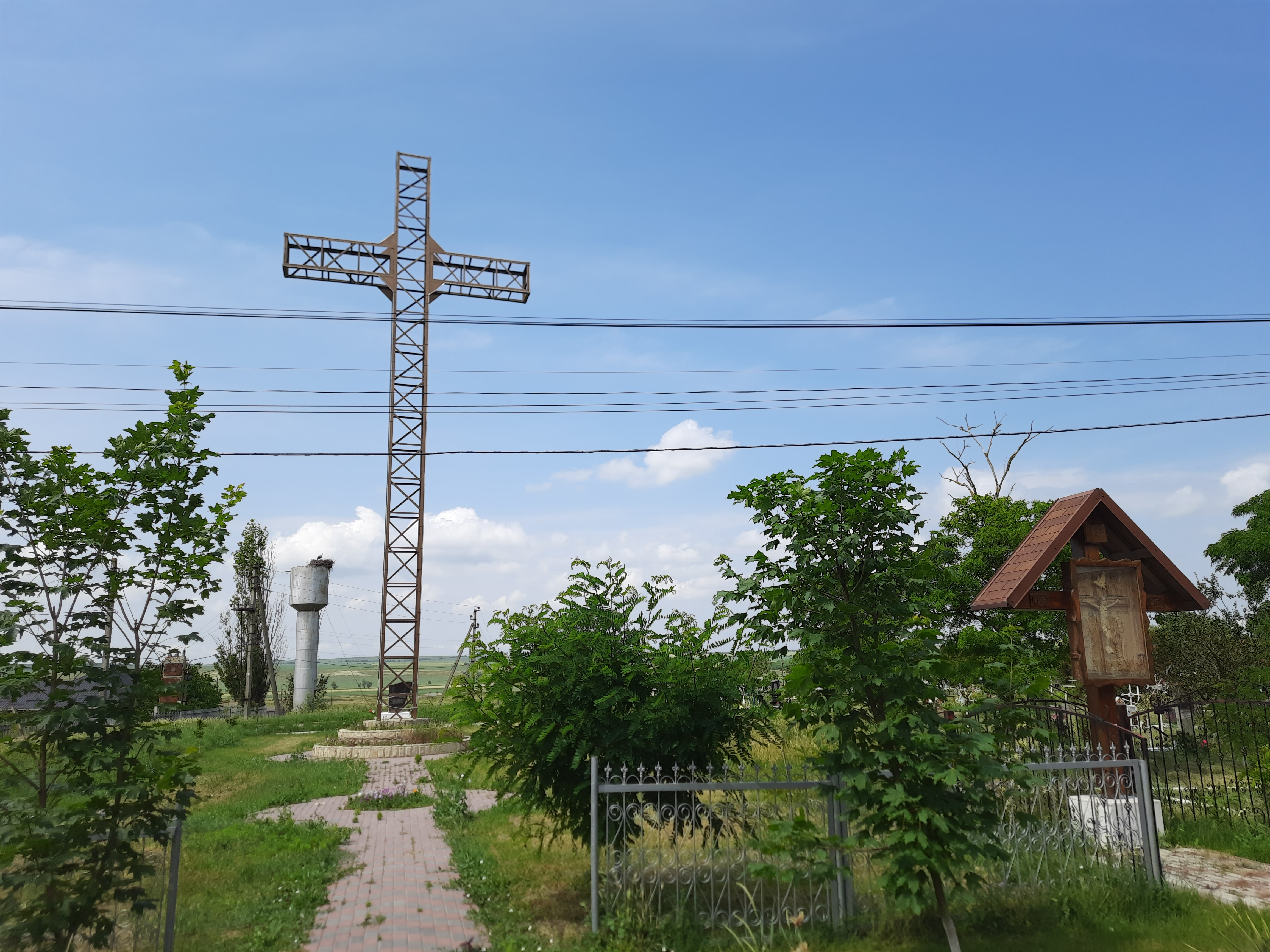
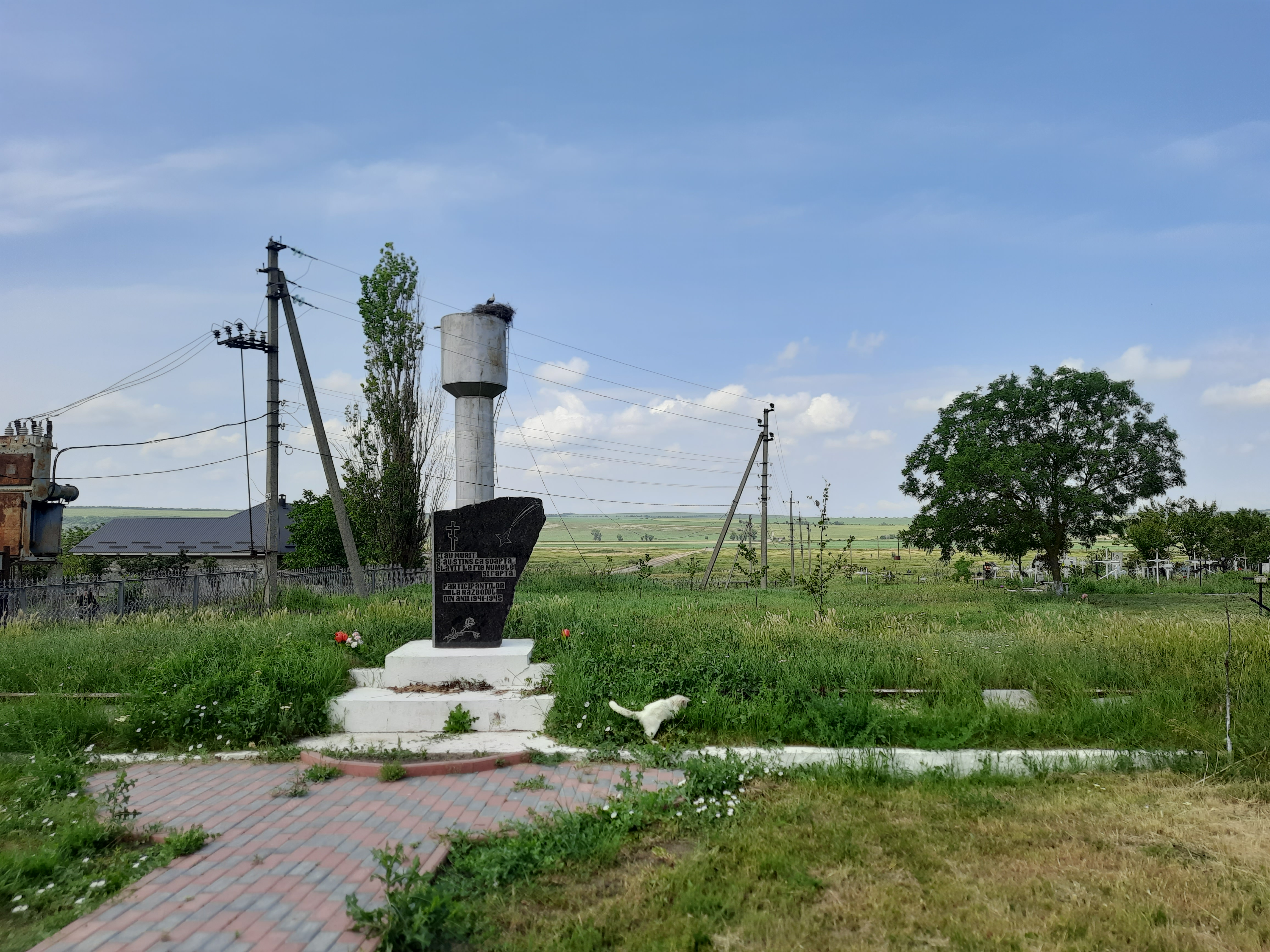
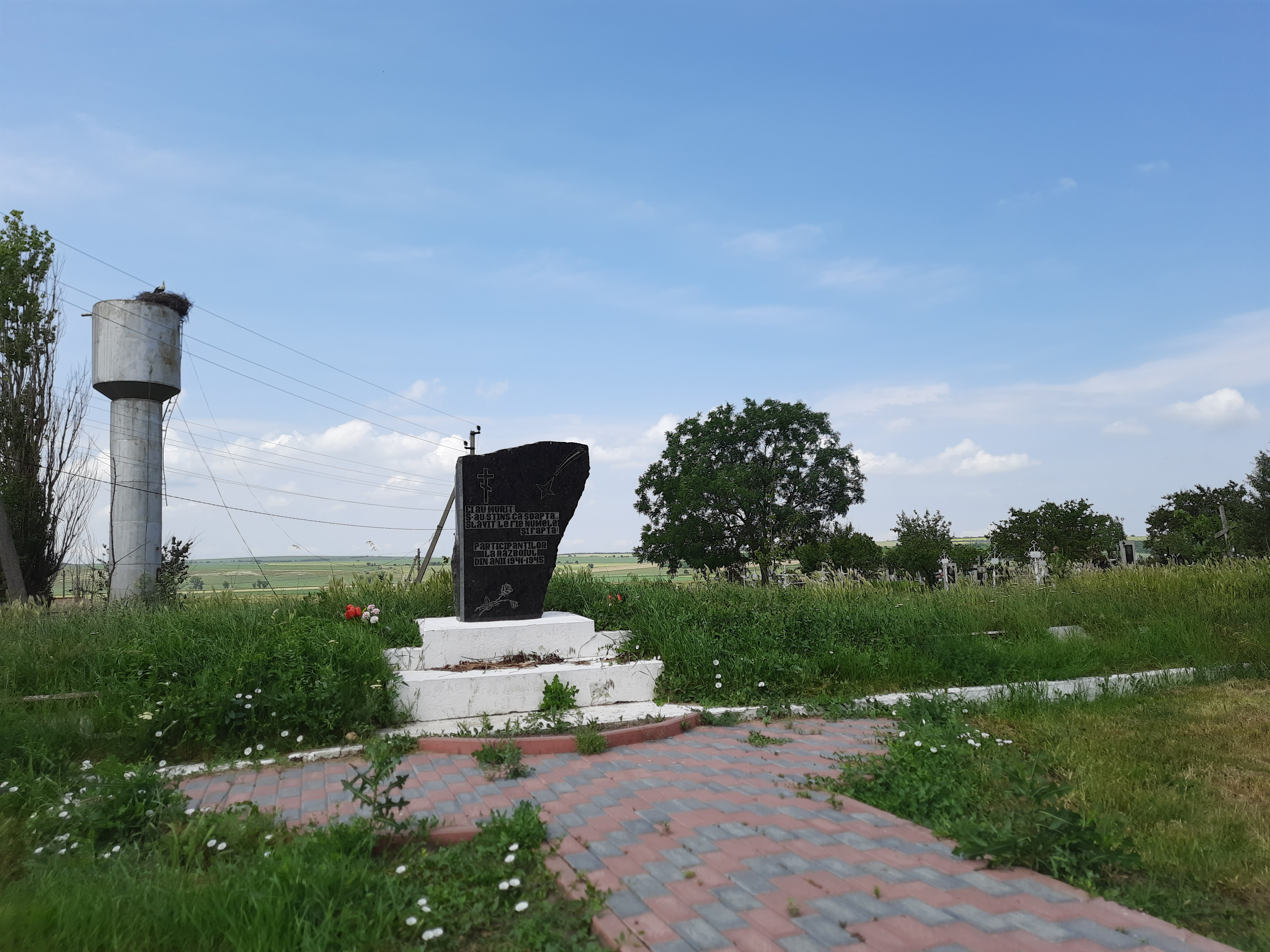
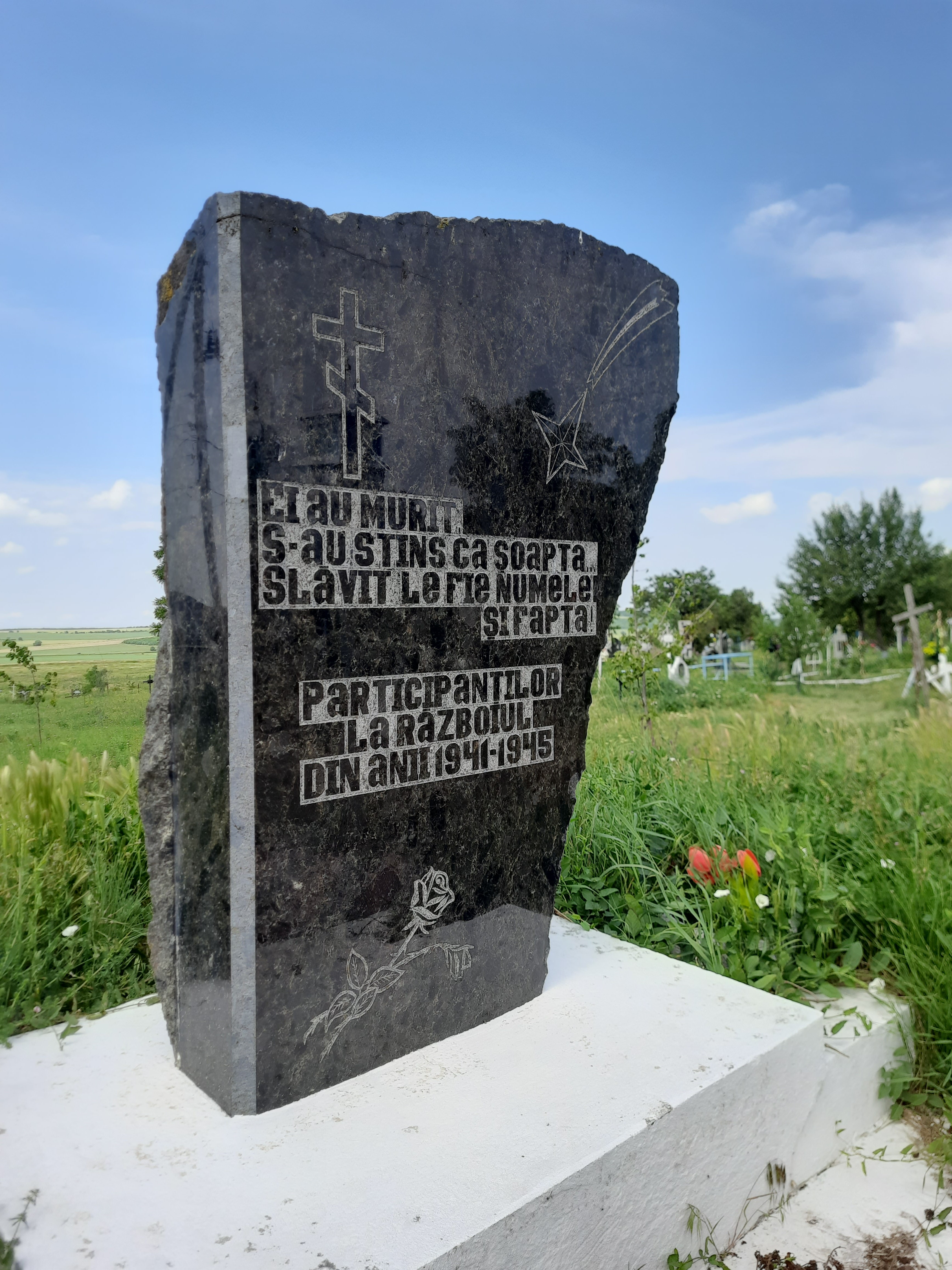

Biserica „Acoperământul Maicii Domnului” din localitate, monument ocrotit de stat.

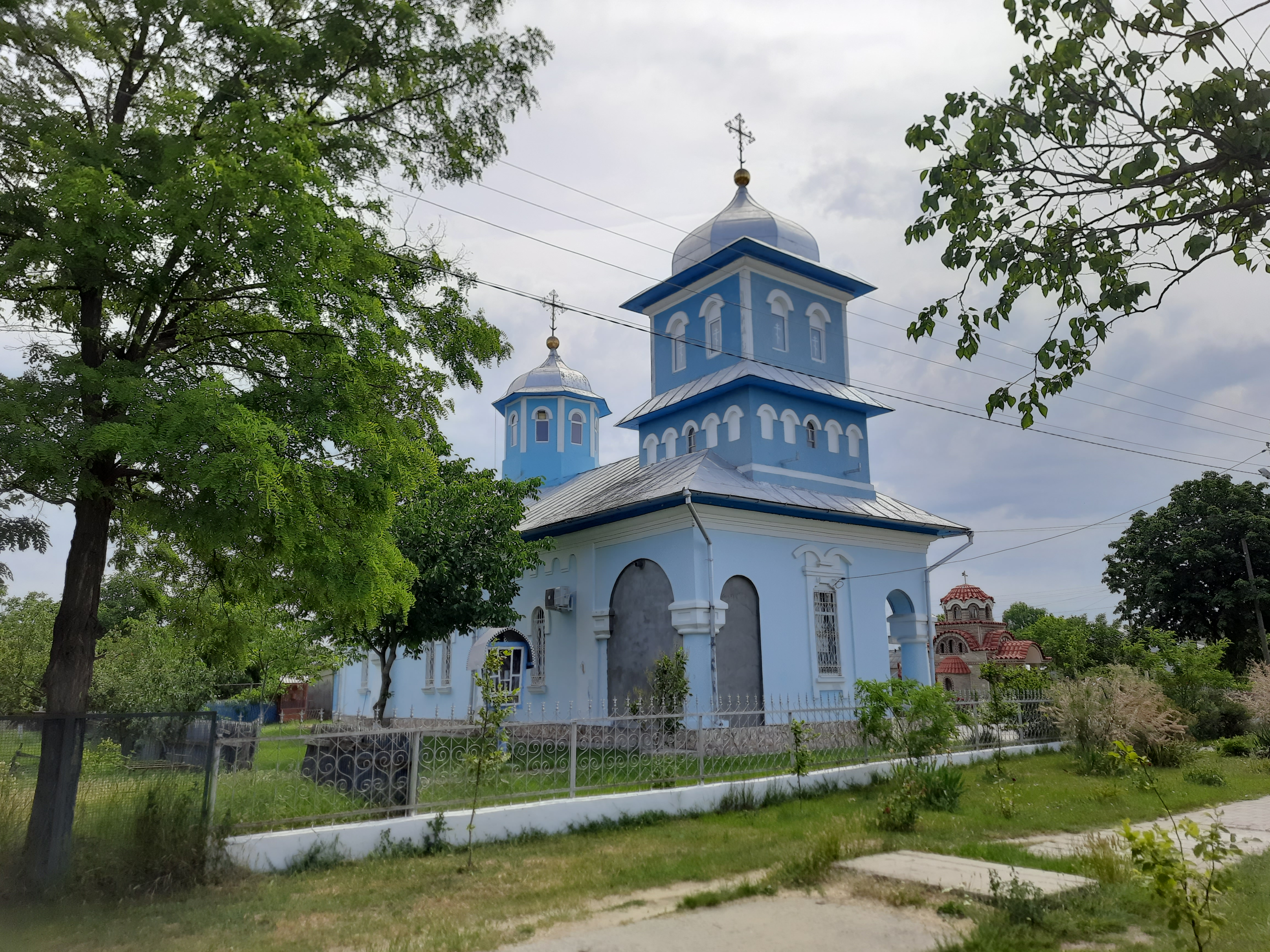
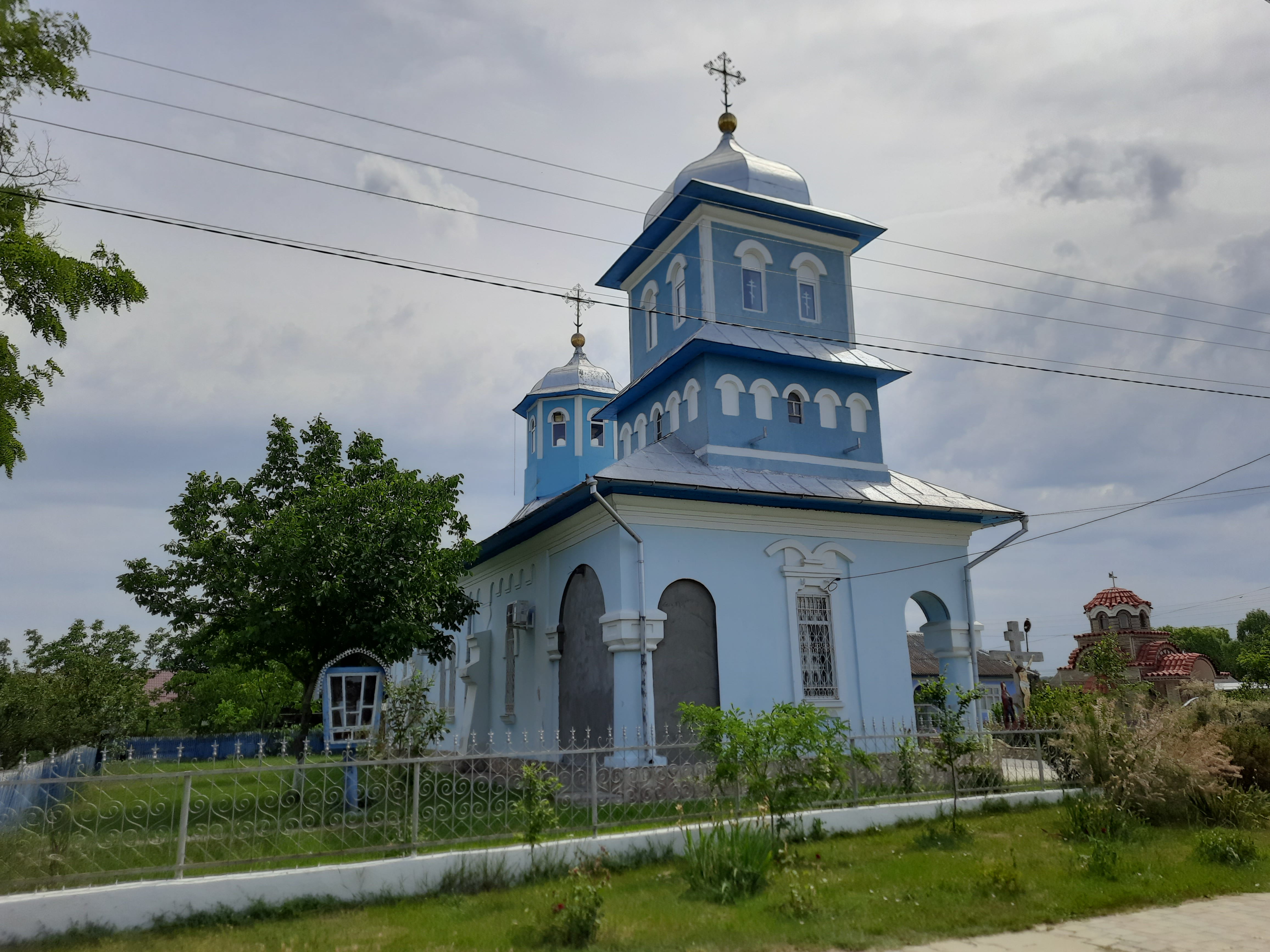
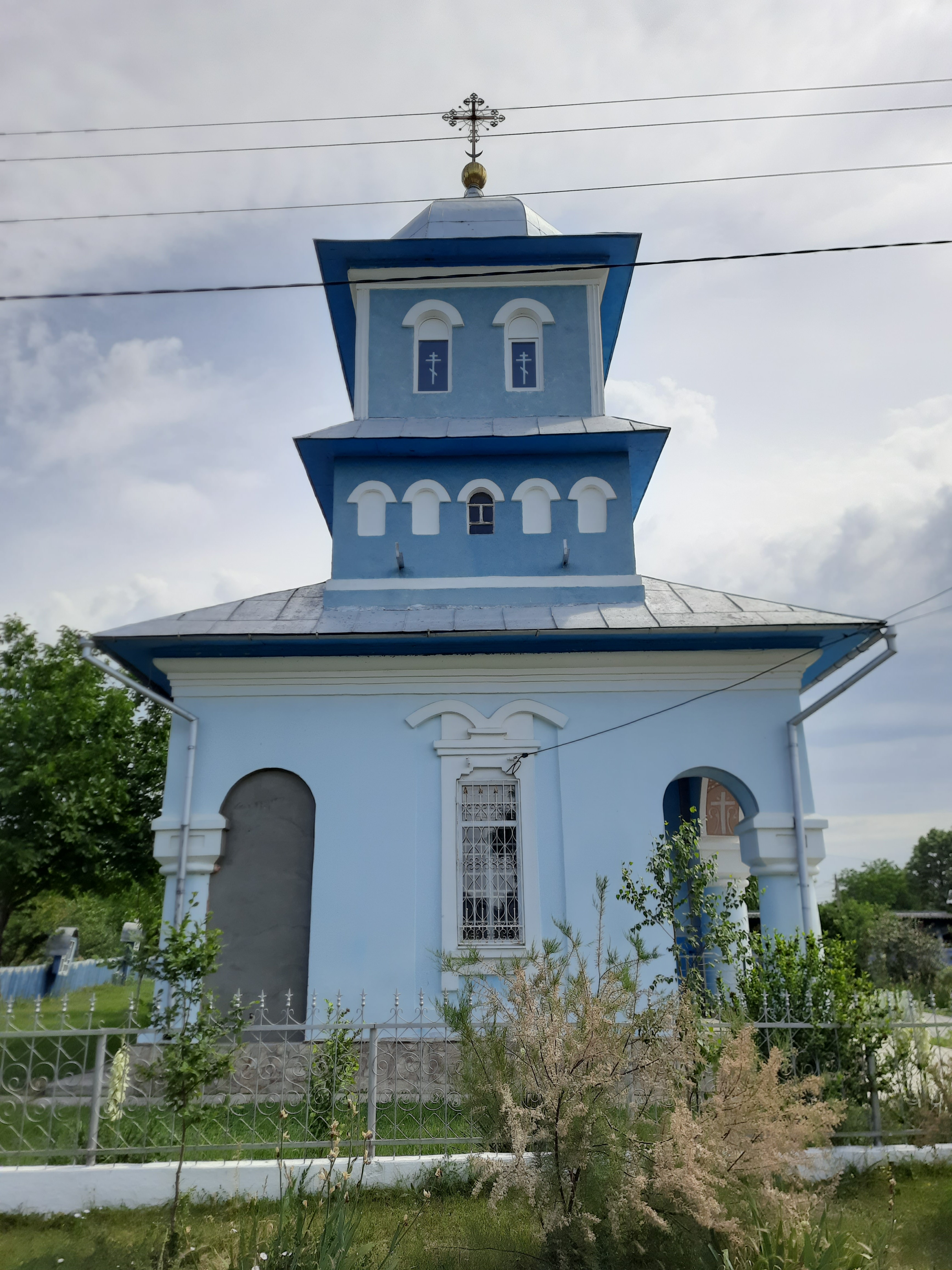
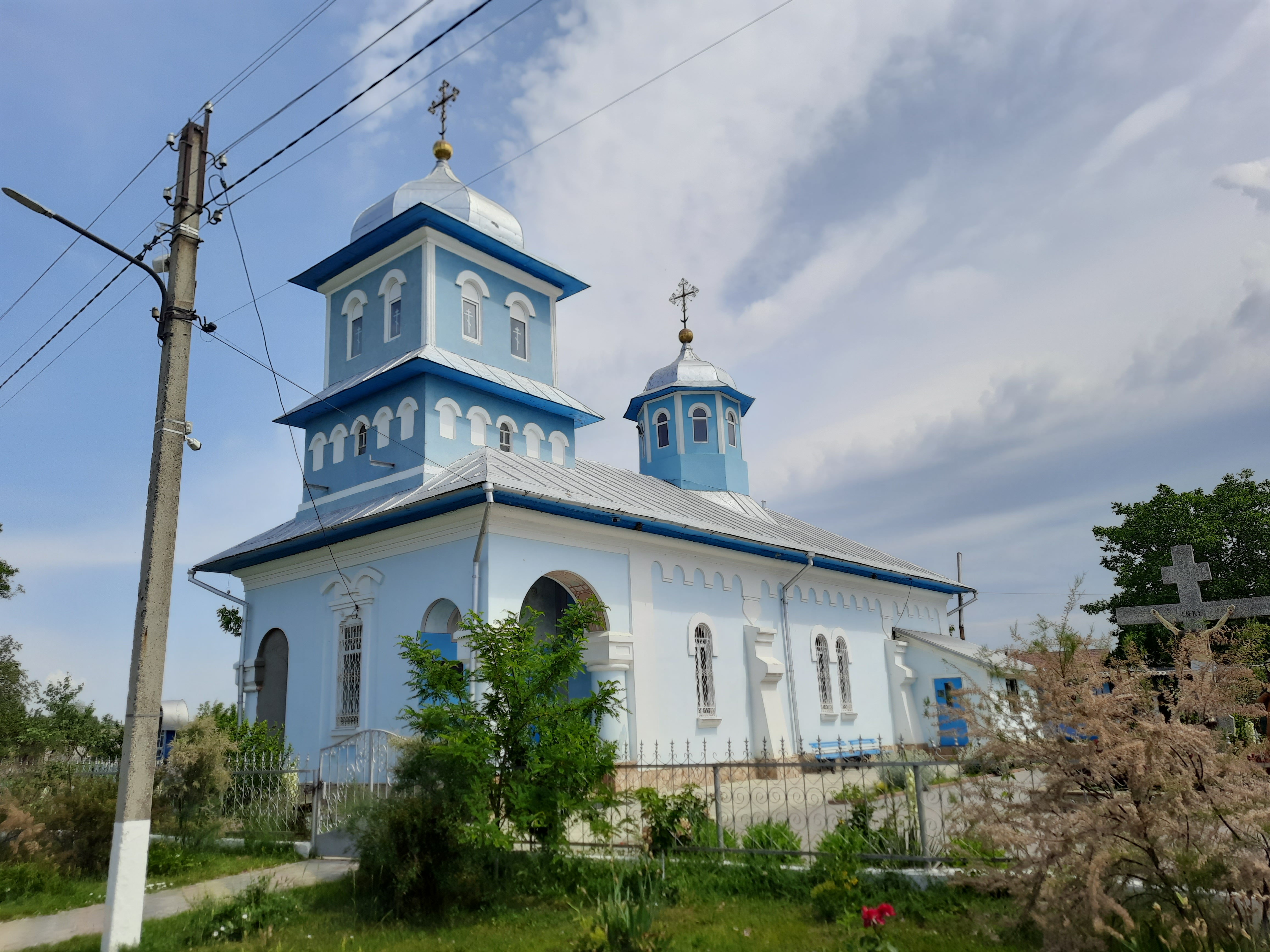
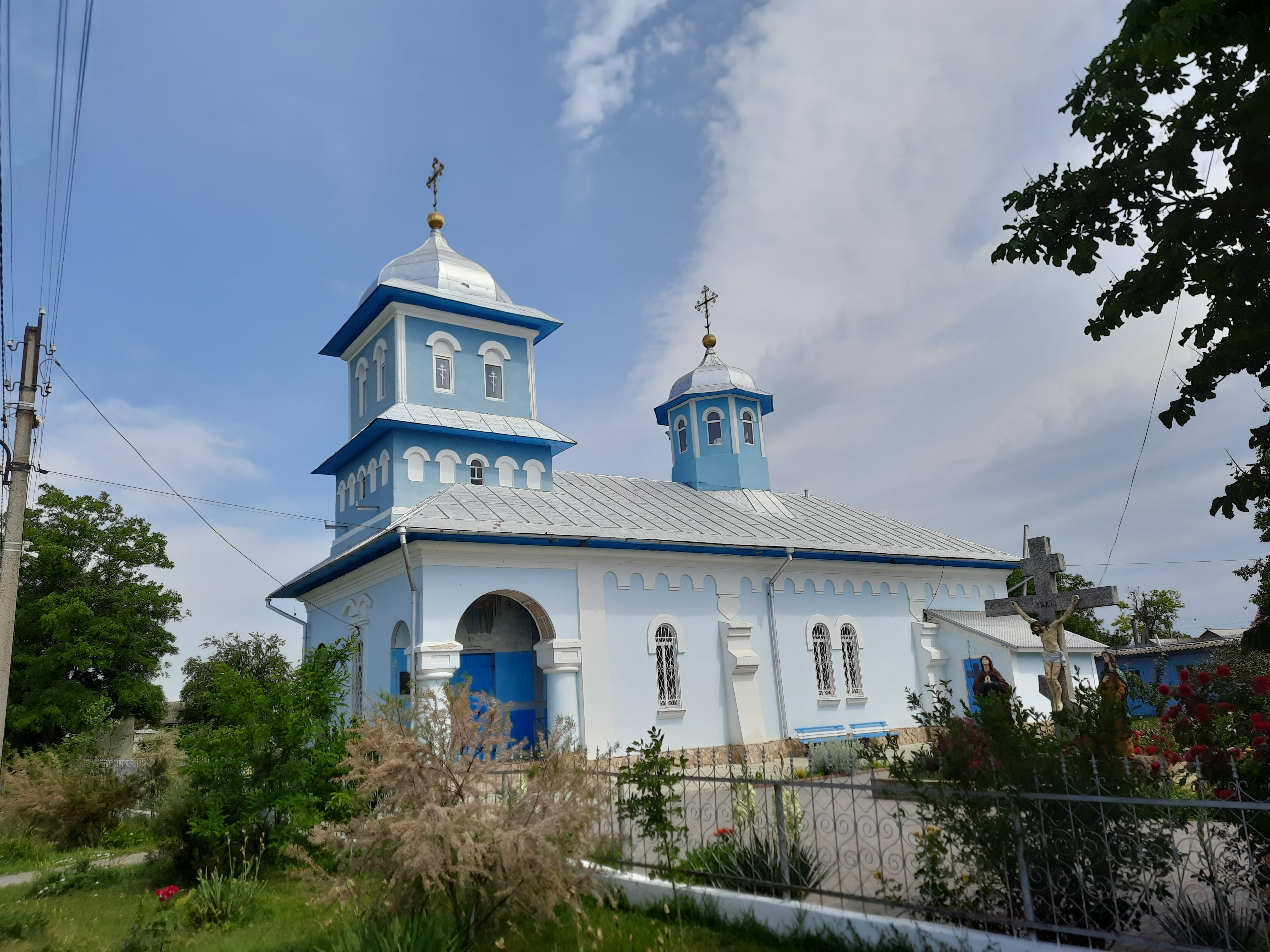
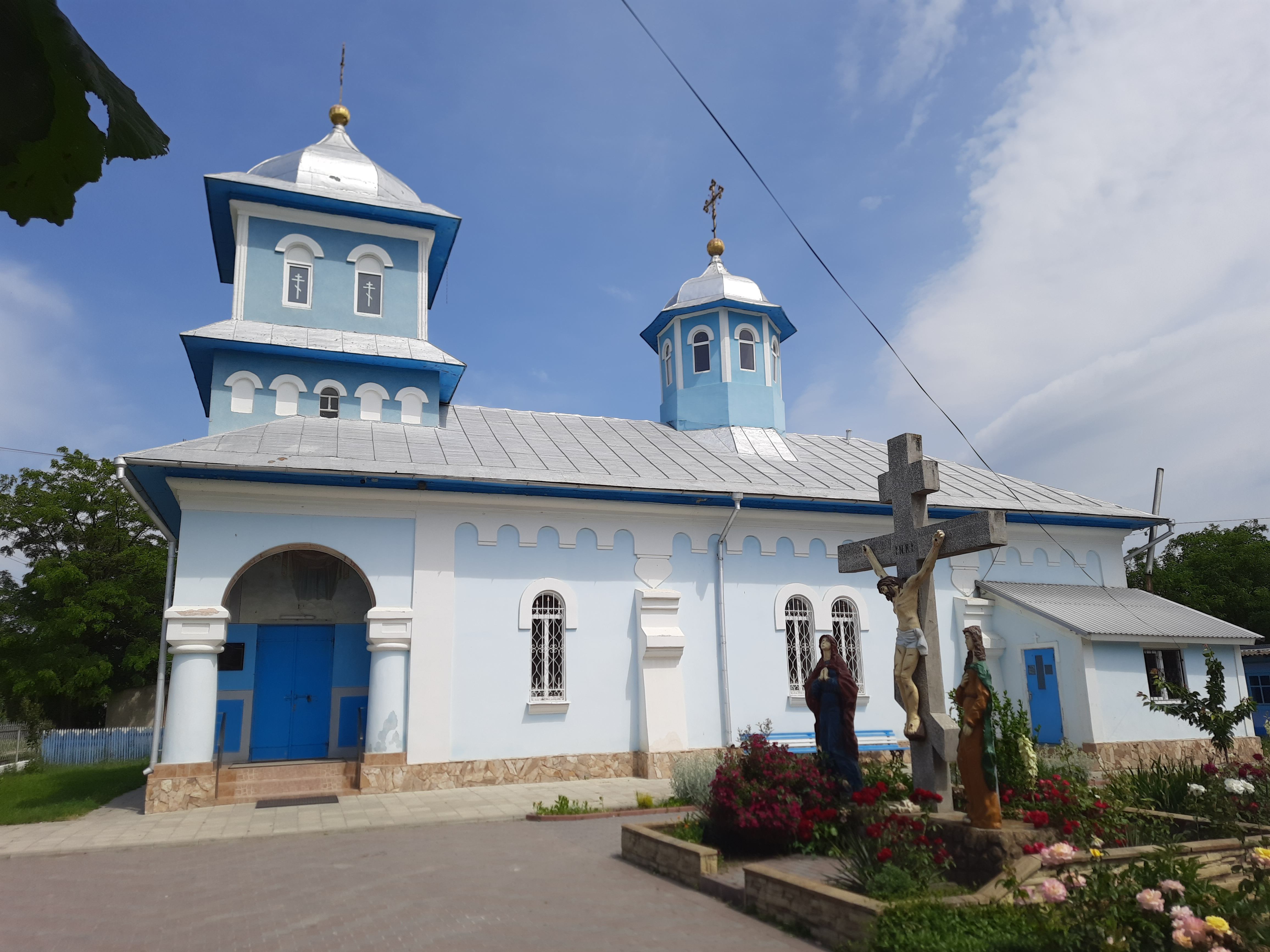
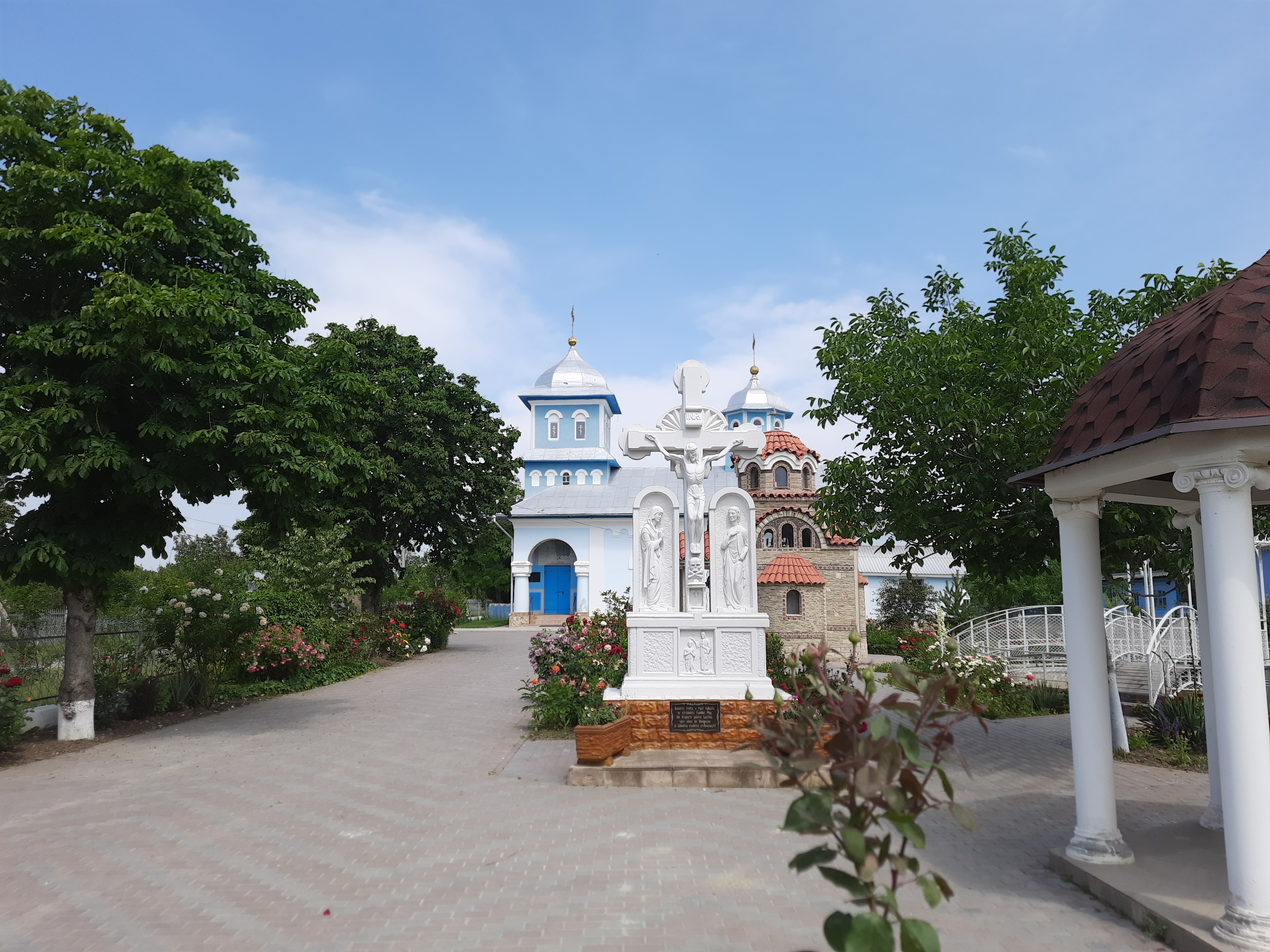
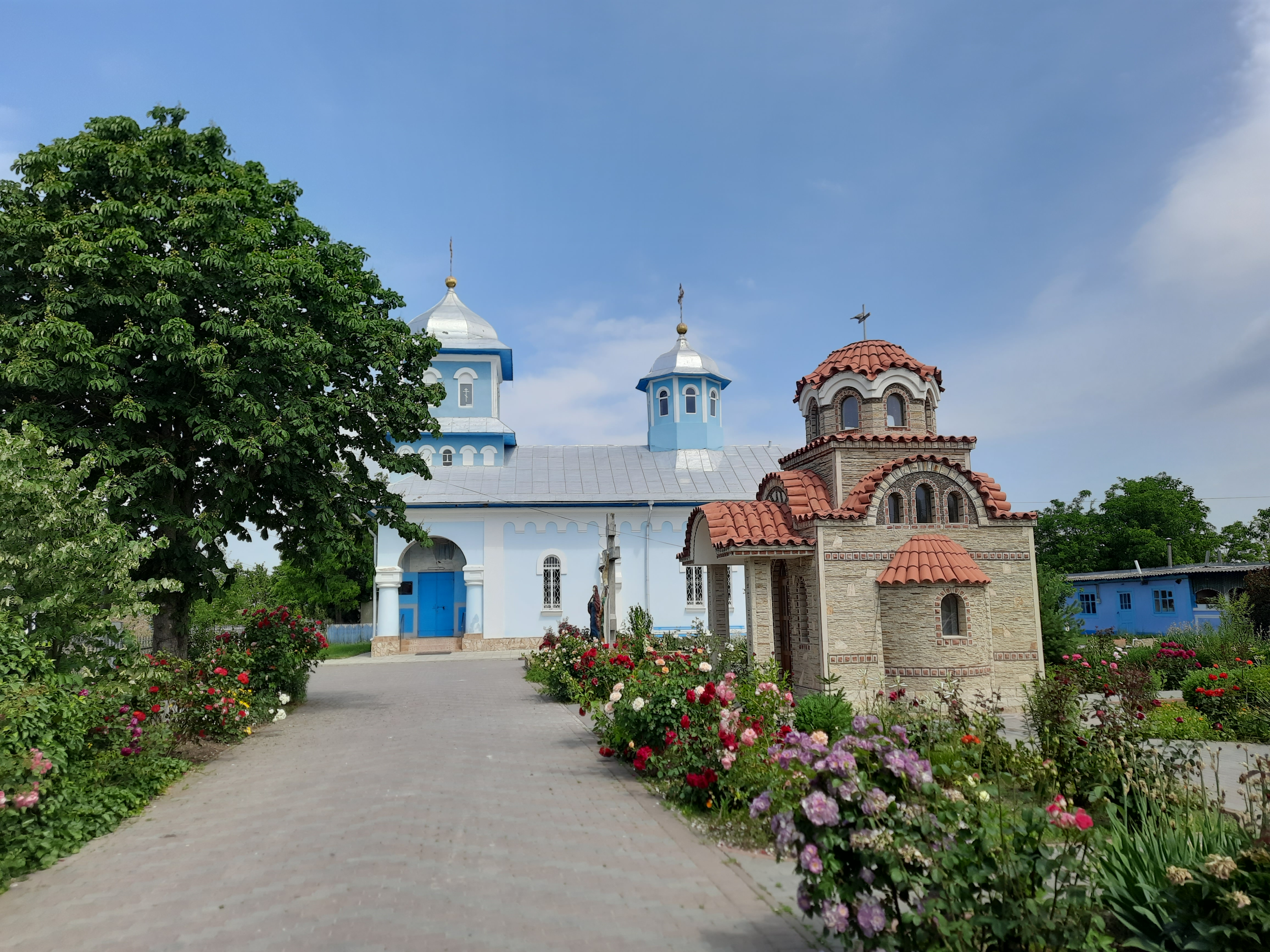
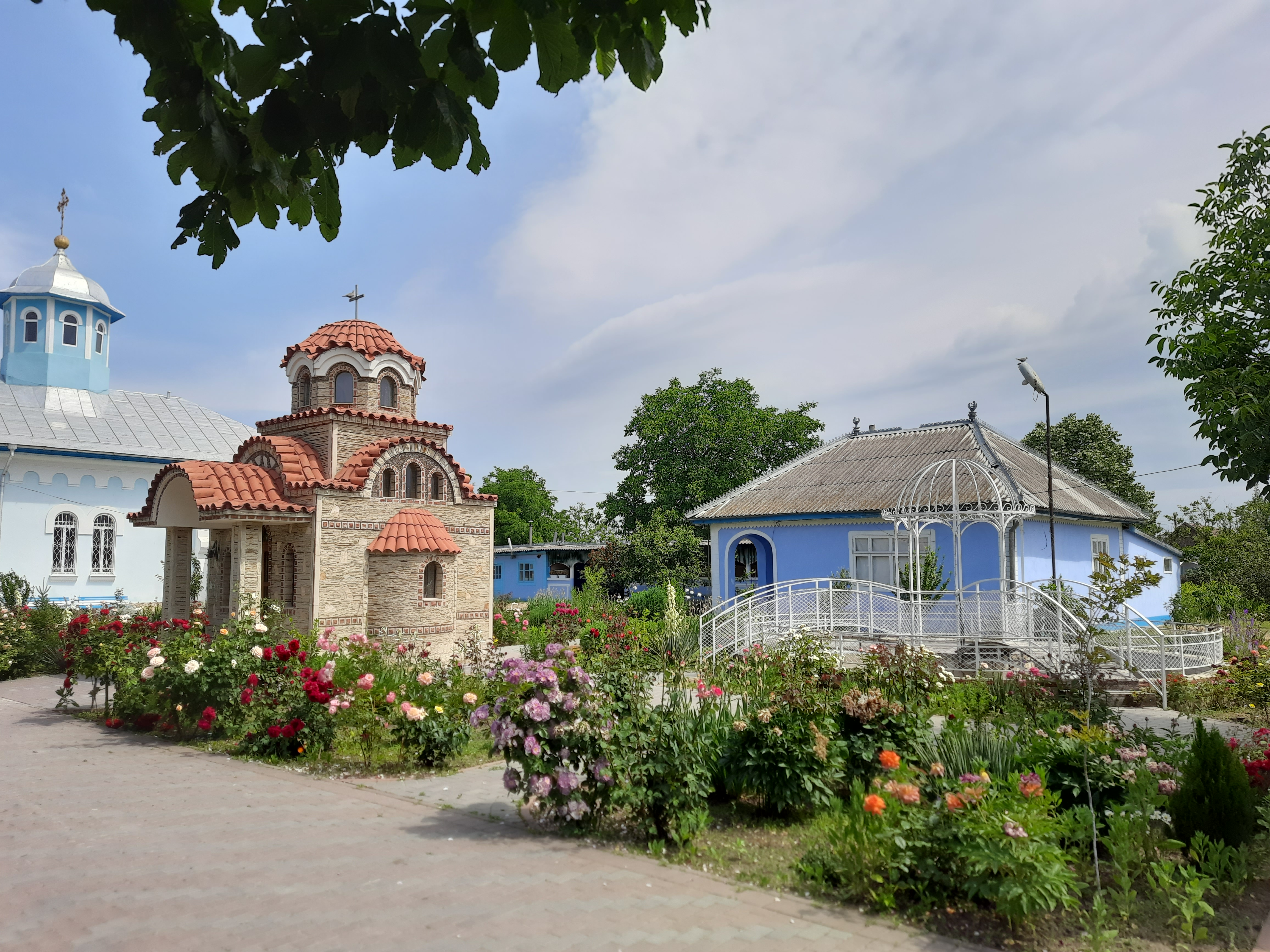
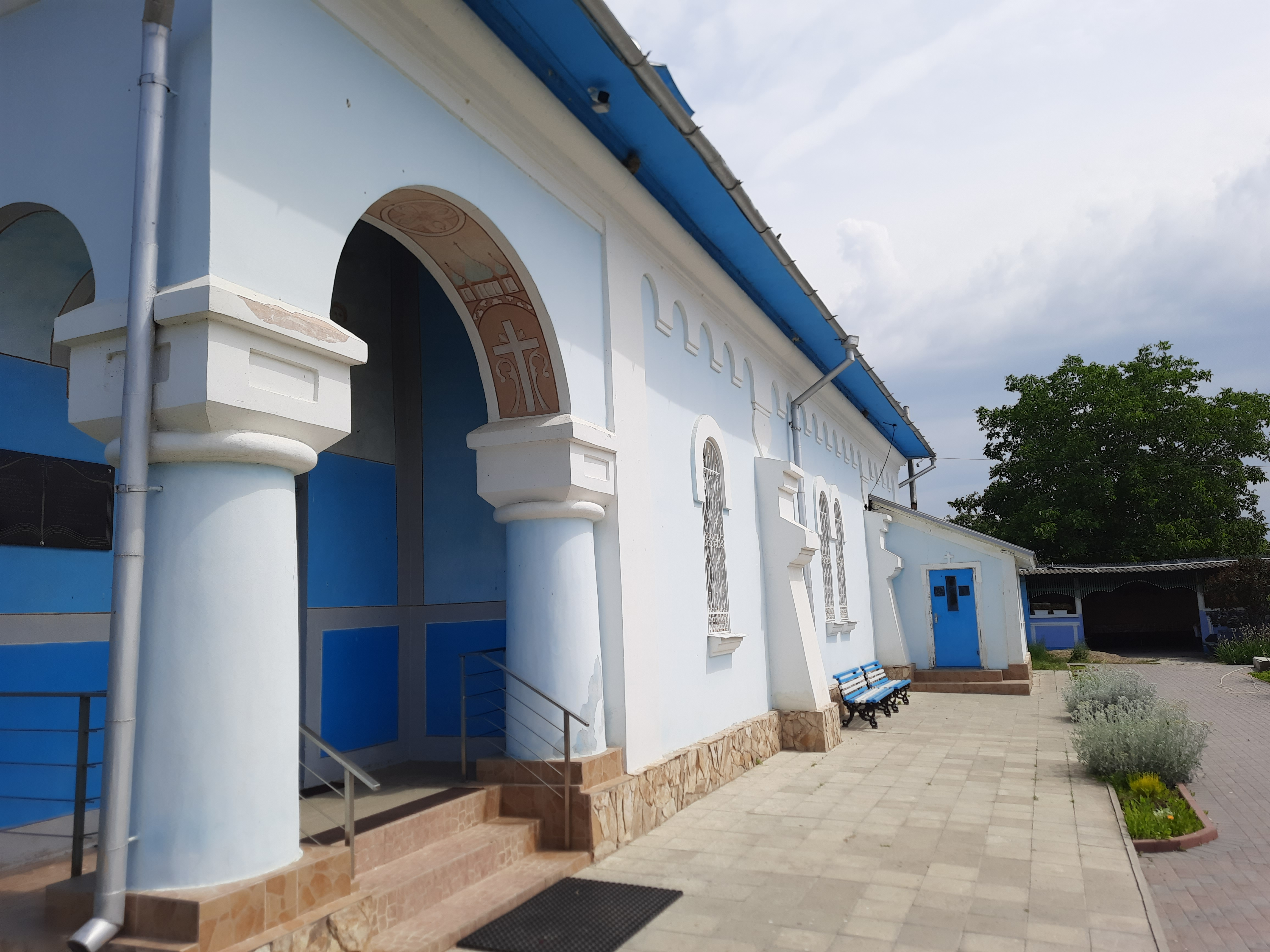
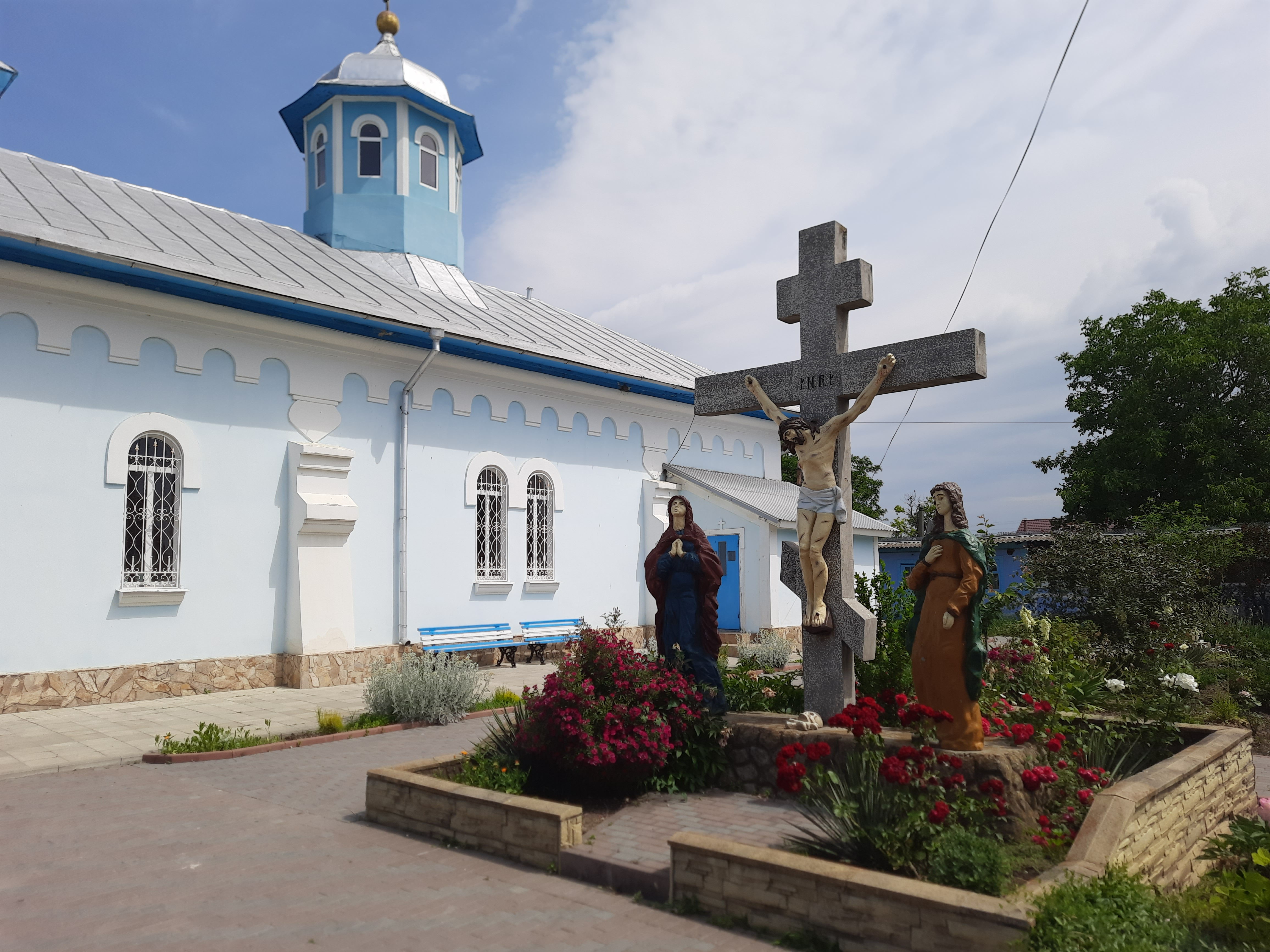
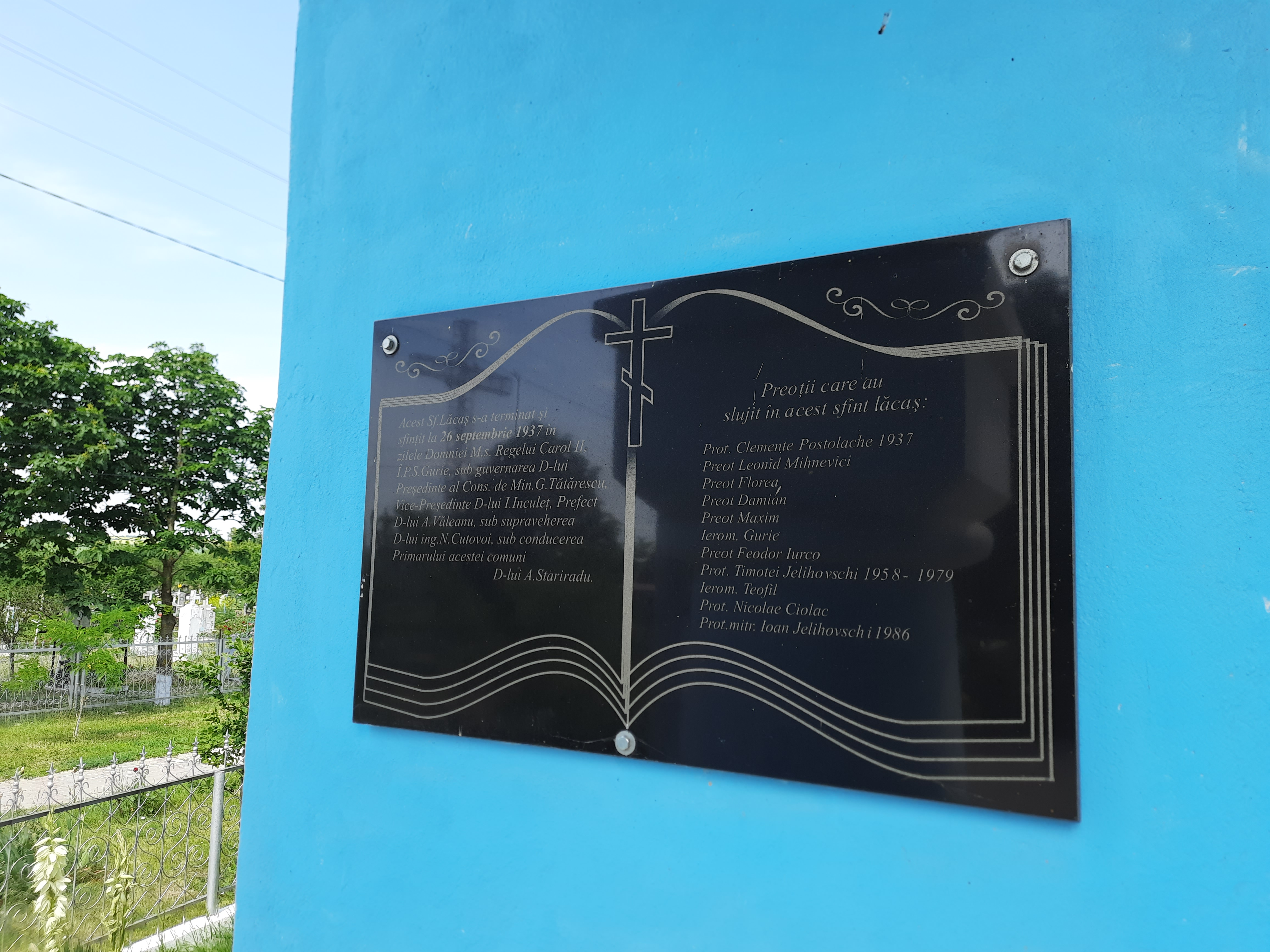
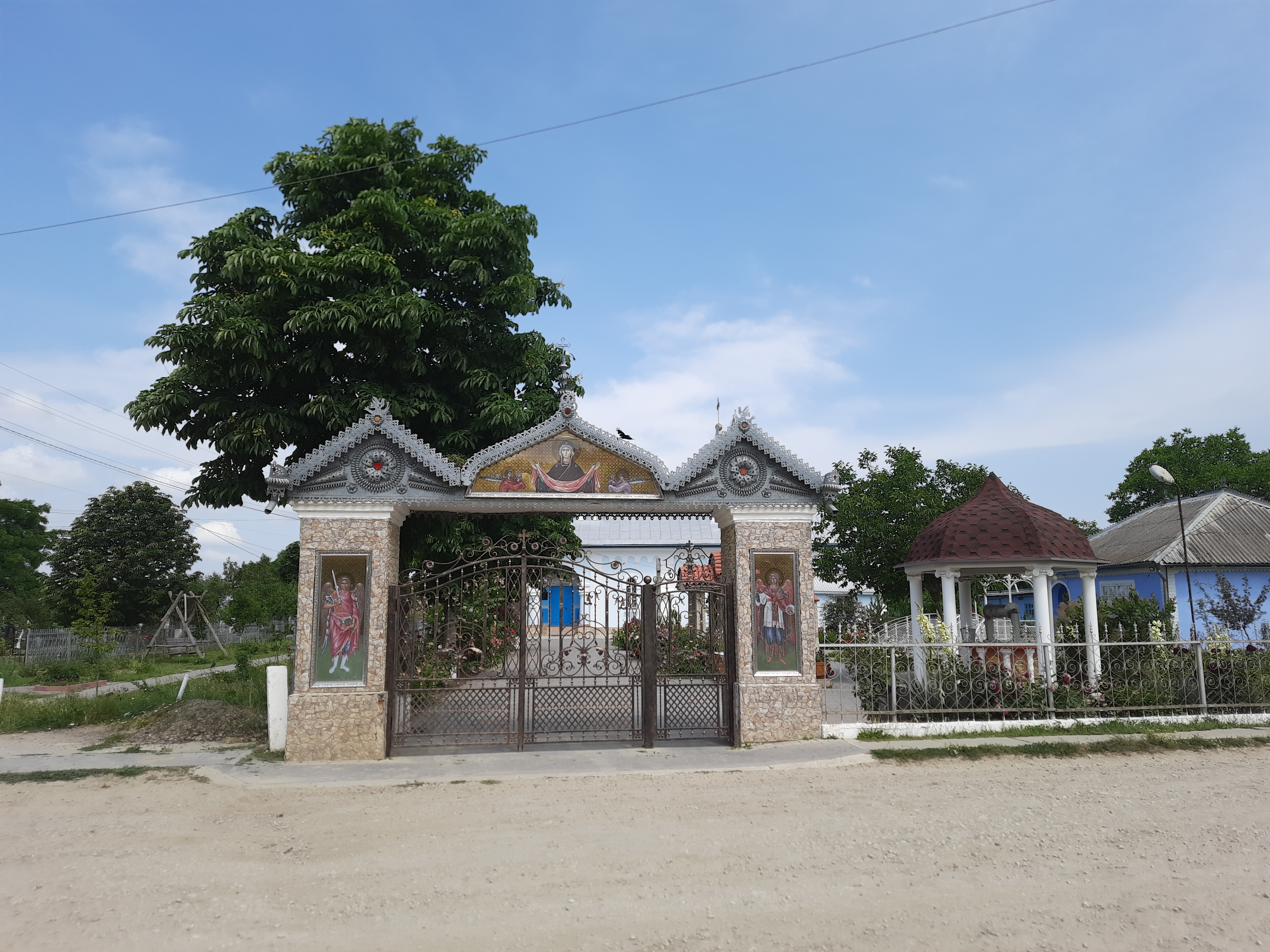
Poarta de la intrare

Monumentul în memoria consătenilor căzuți în Al Doilea Război Mondial
Alte locuri

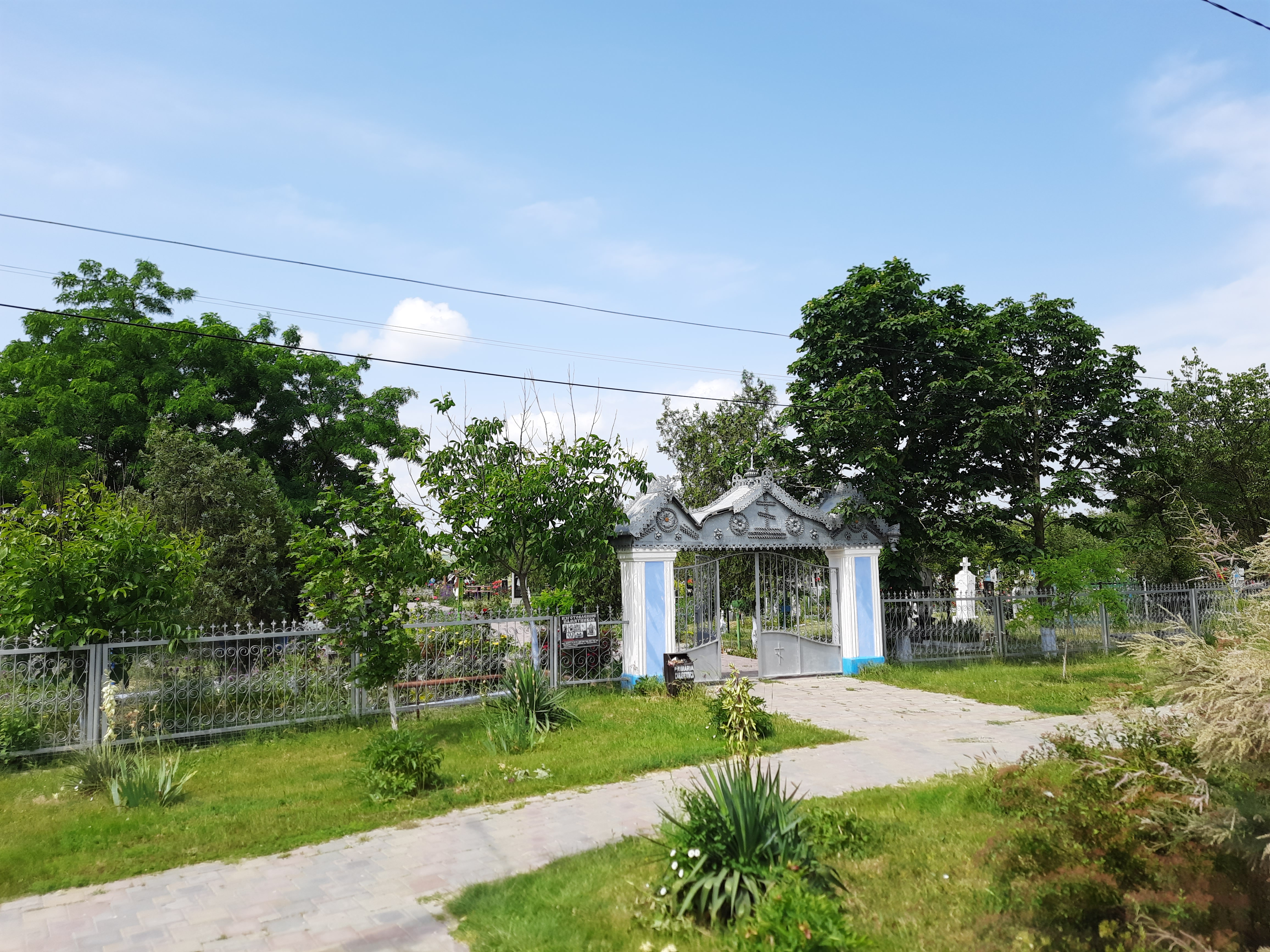
Poarta de la cimitir
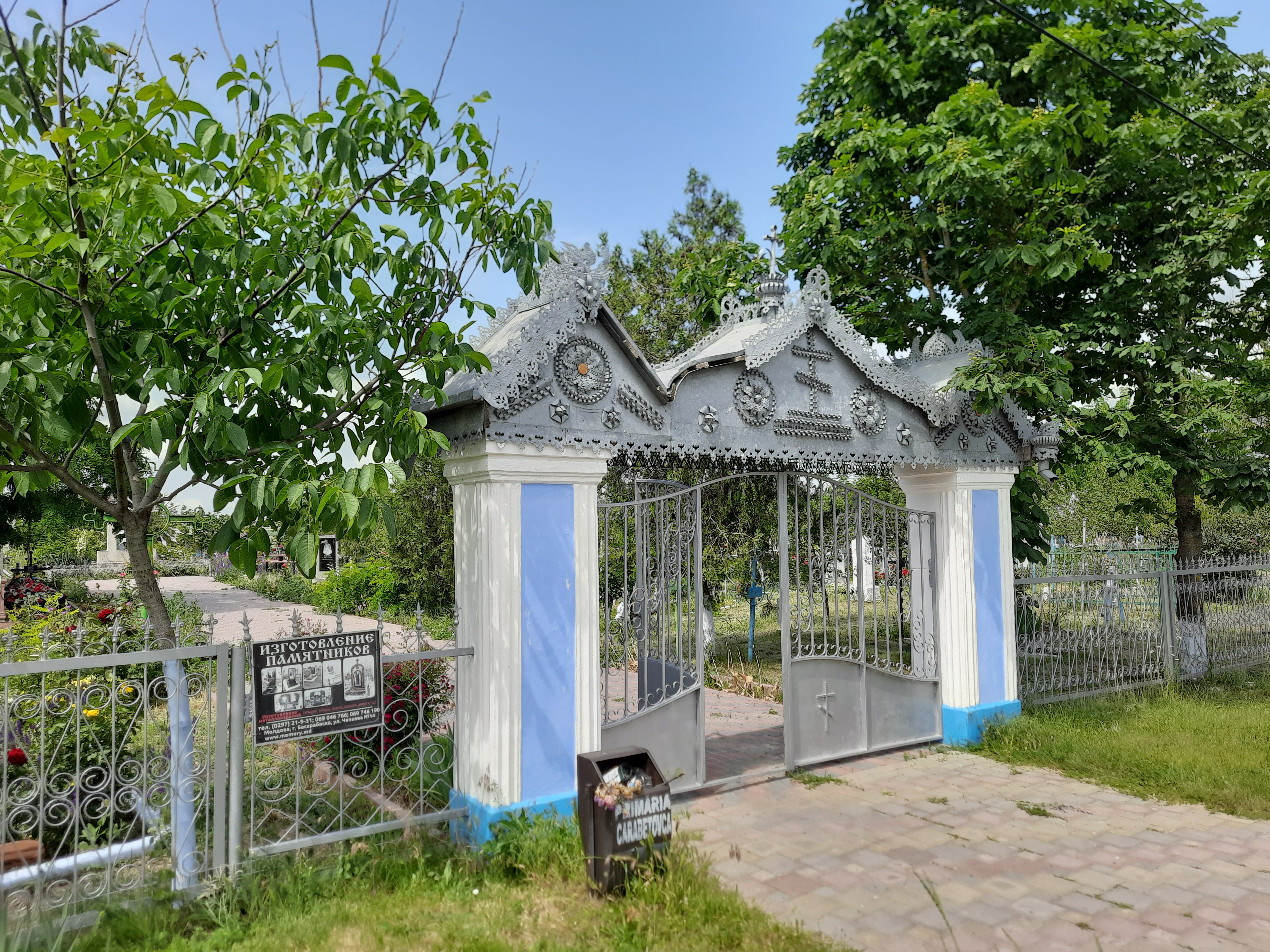
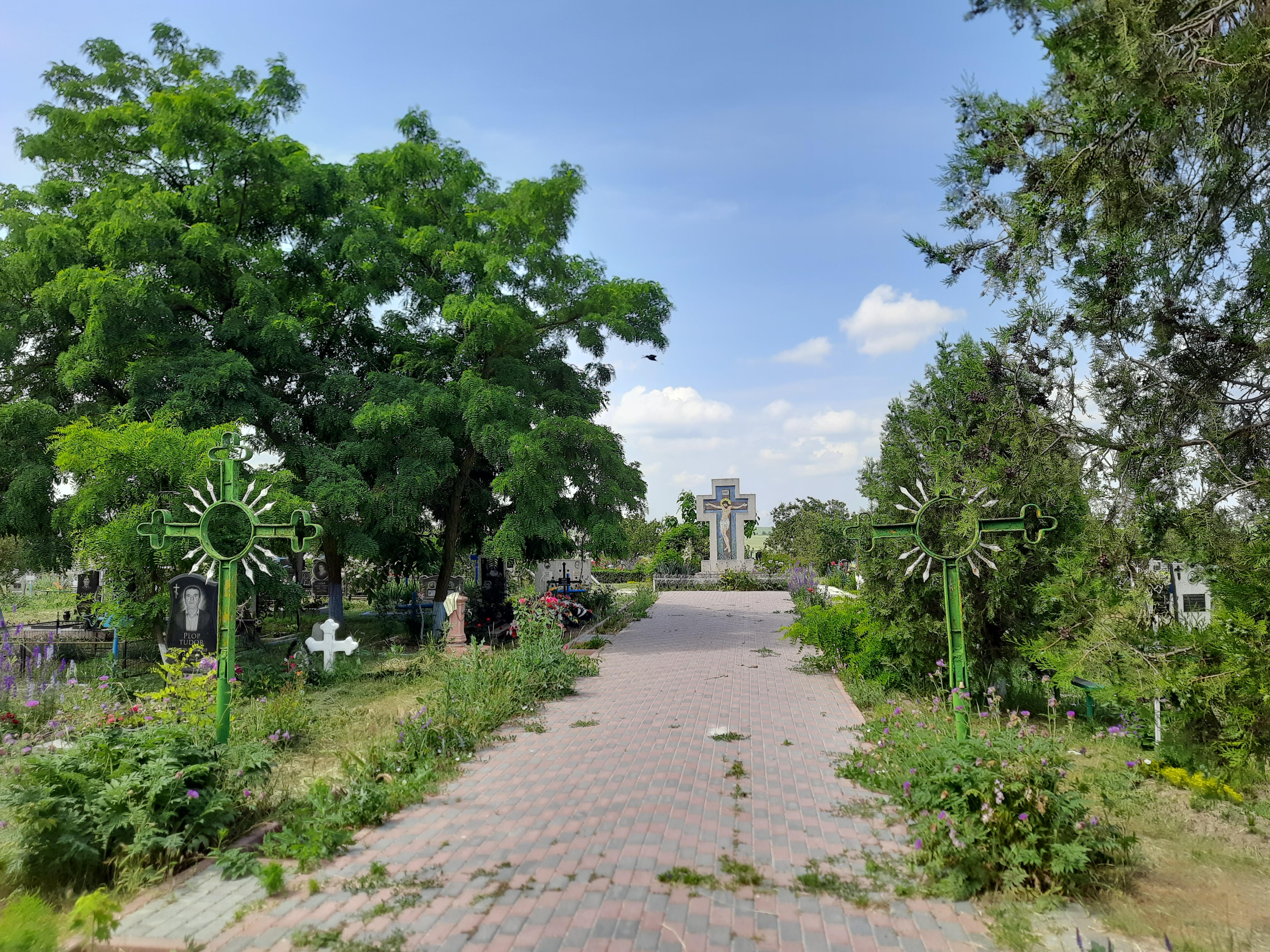
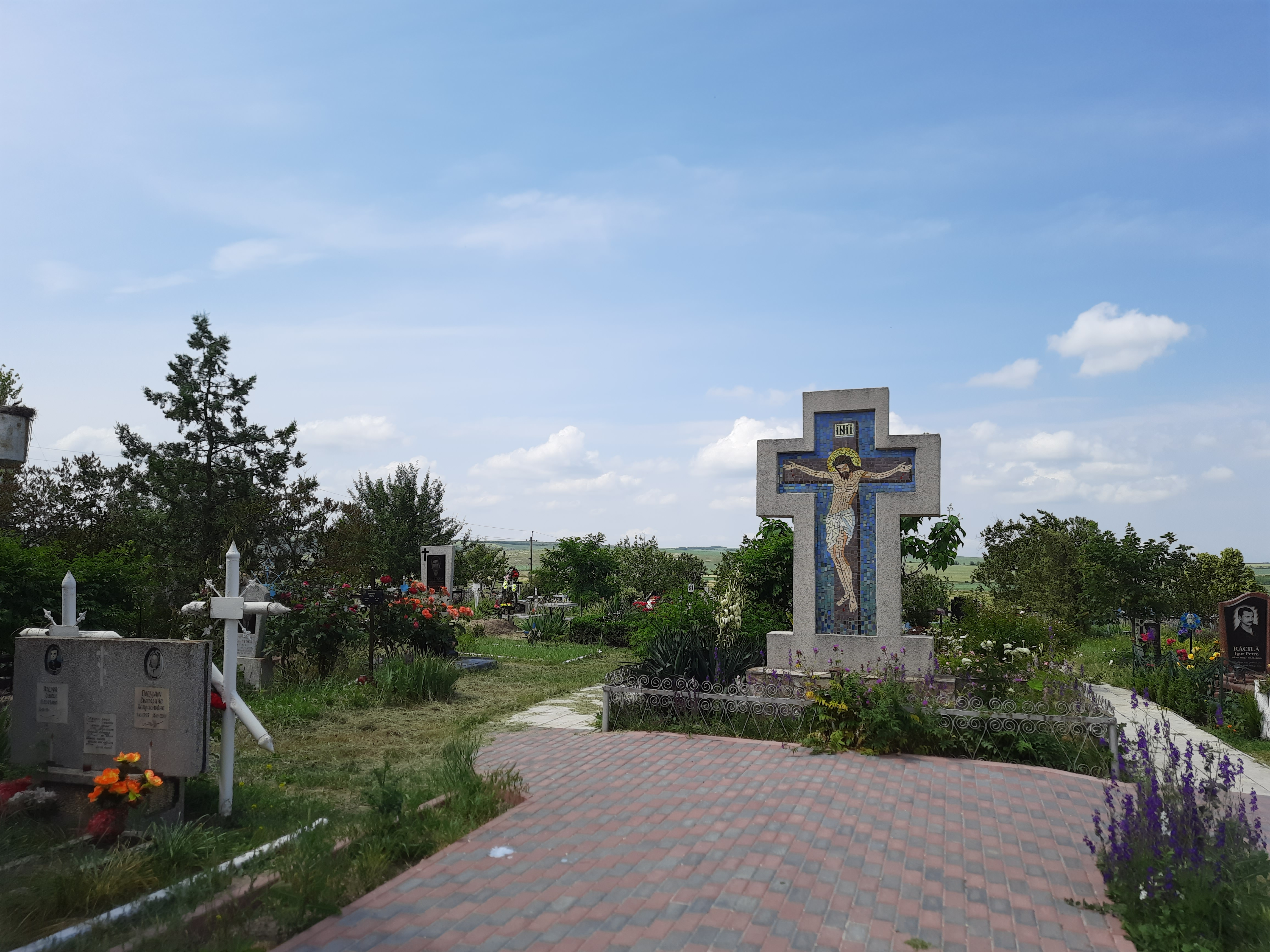